# سعید اقبالی
سعید اقبالی (زاده ۱۷ مرداد ۱۳۷۴) فعال حقوق بشر و زندانی سیاسی است. او پس از اعتصاب غذای آرش صادقی همراه با گلرخ ایرایی دستگیر شد.

## بازداشت و محاکمه
سعید اقبالی در ۱۲ بهمن ۱۳۹۶ توسط مأموران اداره اطلاعات در منزل خود در کرمانشاه بازداشت و به بند ۲۰۹ زندان اوین منتقل شد. او ابتدا در فروردین ۹۷ با تودیع وثیقه ۱۰۰ میلیون تومانی از زندان آزاد شد اما در شهریور ۹۸ از سوی دادگاه انقلاب تهران به ریاست قاضی مقیسه در ارتباط با فعالیت‌های مدنی خود به شش سال حبس تعزیری محکوم شد. این حکم در مرحله تجدیدنظر عیناً تأیید شد و او از ۱۱ خرداد ۹۹ به زندان اوین منتقل و از دوم فروردین ۱۴۰۰ به زندان رجایی‌شهر کرج تبعید شد. به گفته مادر او، سارا مرآتی دادگاه «زیر نظر قاضی مقیسه در ۳۰ ثانیه» برگزار شد. و بدون فرصت دفاع به او حکم شش سال حبس را دادند که پنج سال آن قابل اجرا است.

### بدرفتاری و خطر سلامتی
به گفته مادرش در تاریخ ۱۲ بهمن ۹۶ حین بازداشت سعید اقبالی توسط نیروهای امنیتی بر اثر «کتک و ضربه‌های شدید» و وارد کردن «چند ضربه محکم با دستبند به پشت سر» به گوش میانی او آسیب وارد شد و در ۷۰ روز انفرادی و شکنجه و بازجویی دور از درمان، این آسیب شدیدتر شده است. او با وجود پارگی هفتاد درصدی پرده گوش راست و عفونت و درد شدید ناشی از آن، بیش از ۸ ماه از دستور پزشک مبنی بر اعزام به بیمارستان، از رسیدگی مناسب پزشکی محروم بوده و به دلیل مراجعه دیرهنگام با مشکلات جبران ناپذیری در زمینه شنوایی مواجه شده است. به گفته سارا مرآتی، سعید اقبالی با دستگیری دو دوست نزدیکش که با وی ارتباط عاطفی داشته، «تحت فشار» برای «اعتراف اجباری» بوده است.

## نامه‌ها از زندان
او در دوران محکومیت خود در زندان در چند نوبت نامه و پیام‌هایی ارسال کرده و وضعیت زندان و زندانیان را شرح داده است:

### اعدام‌های هفتگی در زندان رجایی شهر کرج
او در نامه‌ای از اعدام‌های هفتگی پرتعداد در زندان رجایی شهر خبر داد. او در یادداشتی که در فروردین ۱۴۰۱ منتشر کرده بود گفت «بامداد چهارشنبه‌ها، روز اجرای حکم در جایی نزدیک به بند فعلی ما، (بند ۴) است. گاهی دو یا سه نفر و گاهی تا بیش از ده زندانی برای اجرای حکم به این مکان منتقل می‌شوند. مسئولان زندان، دادستانی و اجرای احکام نیز برای اطمینان از اجرای حکم اعدام و مرگ زندانی در این مراسم شرکت می‌کنند.» او نوشته است «صدای ماشین‌هایی که سه‌شنبه شب‌ها فعالانه برای اجرای مراسم اعدام دررفت و آمدند از پشت پنجره‌های فنس کشیده اتاق من شنیده می‌شود.» او همچنین در یادداشت خود به مکانی به نام «سوییت» در این زندان اشاره می‌کند که شامل چندین «سلول انفرادی» است. او می‌گوید که از این سلول‌ها استفاده‌های متفاوتی می‌شود از «انتقال تنبیهی افرادی که دست به نزاع می‌زنند و اعتصاب کنندگان» تا «انتقال زندانیان محکوم به اعدام چند روز پیش از اجرای حکم.»

### نامه‌ای به مادر پژمان قلی‌پور
او در نامه‌ای خطاب به محبوبه رمضانی از مادران دادخواه که از زندان نوشته شده‌بود گفت «تو خود بهتر می‌دانی که خون به ناحق ریخته شده فرزندان این خاک بی‌جواب نخواهد ماند و خواهی دید که چگونه مردم ستم دیده همچون کابوسی بر سر این جانیان فرود خواهند آمد و این لکه‌های ننگ را از صحنه روزگار پاک می‌کنند.»
او در نامه دیگر عال مدنی محبوس در زندان رجایی شهر کرج در یادداشتی با عنوان «معنای زندگی در حکومت دیکتاتوری» به بیان نظرات خود در این خصوص پرداخته است. آقای اقبالی در بخشی از این یادداشت اصلی‌ترین عامل بقای دیکتاتوری را «ایجاد ترس و وحشت عمیق» دانسته و گفته است در این نوع حکومت اقشار فرودست جامعه «اگر بخواهند لب به اعتراض باز کنند بلافاصله با آنها به شدیدترین نوع ممکن برخورد می‌شود».

### پیام صوتی او دربارهٔ زندانیان محکوم به اعدام
او در پیامی که ۲۵ آذر ۱۴۰۱ از زندان رجایی شهر منتشر شد از این زندان بعنوان قتل‌گاه هزاران انسان نام برد که معترضان را پس از صدور حکم قتل به آنجا منتقل می‌کنند. «معترضانی که جدیداً با اتهام‌های واهی محکوم به اعدام شده‌اند به این زندان و بندهای مخوف ۱۰، ۵ و ۷ منتقل شده یا قرار است منتقل شوند.» او گفته است زندانیان عادی (غیر سیاسی) محکوم به اعدام نیز از این کشتار در امان نیستند و هرلحظه منتظر اجرای حکمشان هستند. او می‌گوید «اگر اجرای این احکام به همین صورت ادامه پیدا کند فاجعه‌ای بدتر از دهه ۶۰ به وجود می‌آید. الان تنها درخواست ما از مردم این است که خیابان‌ها را خالی نکنند. چون اگر خیابان‌ها خالی شود تک تک این بچه‌ها کشته می‌شوند.» بعد از انتشار این پیام او به انفرادی منقل شده و اعتصاب غدا کرده است.